# Astronautgrupp 9

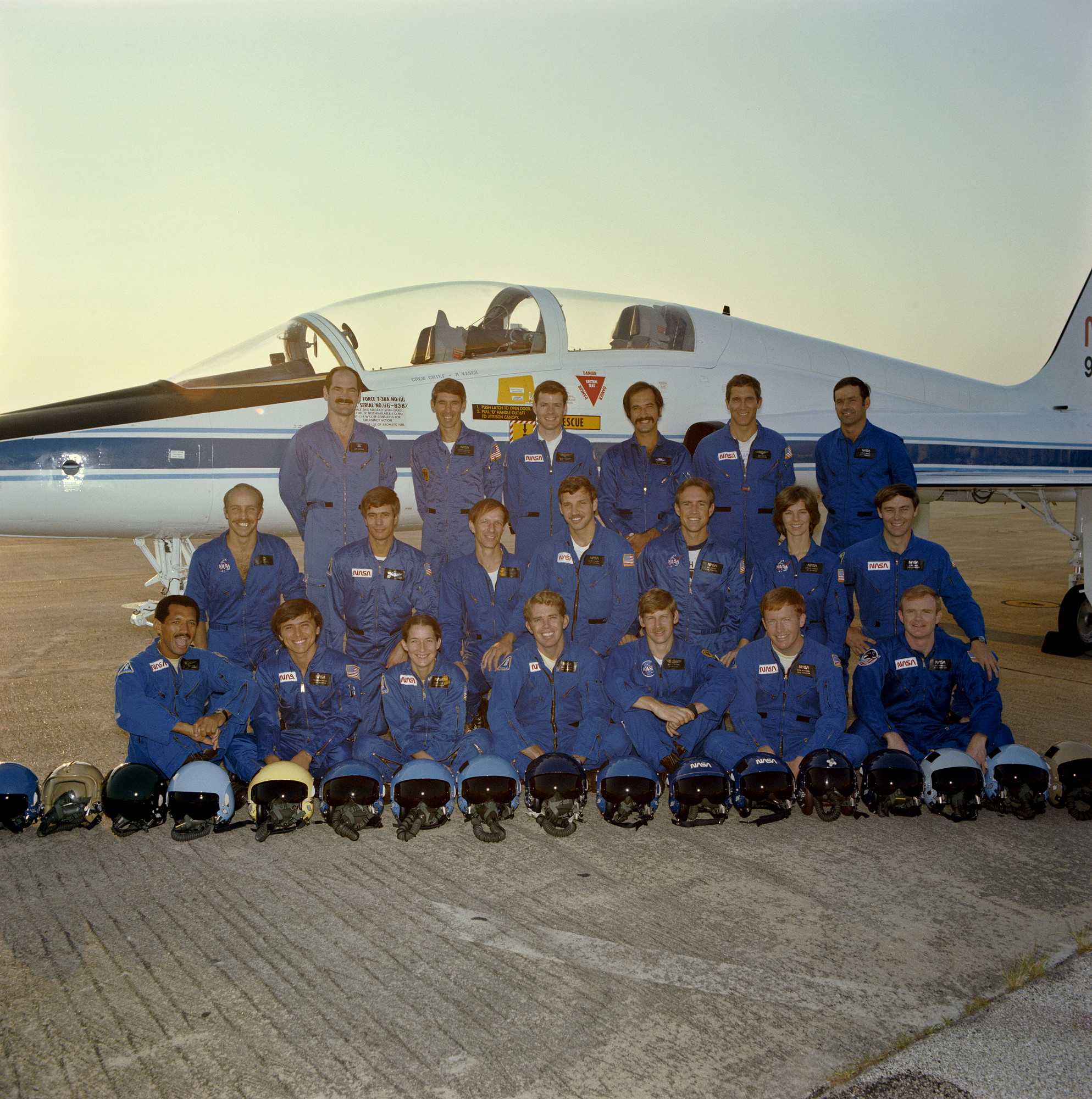
Astronautgrupp 9
Stående från vänster: Gardner, Springer, O'Connor, Ockels, Smith, Lounge.
Mitten raden från vänster: Bagian, Blaha, Nicollier, Hilmers, Fisher, Dunbar, Ross.
Sittande från vänster: Bolden, Chang-Diaz, Cleave, Leestma, Spring, Richards, Bridges.

Astronautgrupp 9 togs ut 19 maj 1980.

## Rymdfararna
| Namn                   | Flygning                                                  | Notering |
| ---------------------- | --------------------------------------------------------- | -------- |
| James P. Bagian        | STS-29, STS-40                                            |          |
| John E. Blaha          | STS-29, STS-33, STS-43, STS-58, STS-79, STS-81            |          |
| Charles F. Bolden      | STS-61-C, STS-31, STS-45, STS-60                          |          |
| Roy D. Bridges         | STS-51-F                                                  |          |
| Franklin R. Chang-Diaz | STS-61-C, STS-34, STS-46, STS-60, STS-75, STS-91, STS-111 |          |
| Mary L. Cleave         | STS-61-B, STS-30                                          |          |
| Bonnie J. Dunbar       | STS-61-A, STS-32, STS-50, STS-71, STS-89                  |          |
| William F. Fisher      | STS-51-I                                                  |          |
| Guy Gardner            | STS-27, STS-35                                            |          |
| Ronald J. Grabe        | STS-51-J, STS-30, STS-42, STS-57                          |          |
| David C. Hilmers       | STS-51-J, STS-26, STS-36, STS-42                          |          |
| David C. Leestma       | STS-41-G, STS-28, STS-45                                  |          |
| John M. Lounge         | STS-51-I, STS-26, STS-35                                  |          |
| Bryan D. O'Connor      | STS-61-B, STS-40                                          |          |
| Richard N. Richards    | STS-28, STS-41, STS-50, STS-64                            |          |
| Jerry L. Ross          | STS-61-B, STS-27, STS-37, STS-55, STS-74, STS-88, STS-110 |          |
| Michael J. Smith       | STS-51-L                                                  |          |
| Sherwood C. Spring     | STS-61-B                                                  |          |
| Robert C. Springer     | STS-29, STS-38                                            |          |